# Bahnstrecke Gelnhausen–Langenselbold
| Die letzte Personenfahrt der Freigerichter Kleinbahn |                         |                                           |                                           |
| Kursbuchstrecke: | 169t (1934) 192c (1946) |                                           |                                           |
| Streckenlänge: | 20,0 km                 |                                           |                                           |
| Spurweite: | 1435 mm (Normalspur)    |                                           |                                           |
| |                         |                                           |                                           |
| \| \| \| Anschluss von Staatsbahn und Spessartbahn \| \| \| \| 0,0 \| Gelnhausen Kreisbahnhof \| Gelnhausen Kreisbahnhof \| \| \| 2,6 \| Hailer \| Hailer \| \| \| 3,8 \| Meerholz Kreisbahnhof \| Meerholz Kreisbahnhof \| \| \| 6,0 \| Niedermittlau Kreisbahnhof \| Niedermittlau Kreisbahnhof \| \| \| 7,4 \| Bernbach \| Bernbach \| \| \| 8,5 \| Altenmittlau \| Altenmittlau \| \| \| 10,0 \| Horbach \| Horbach \| \| \| \| Birkigsbach \| \| \| \| 11,9 \| Neuses \| Neuses \| \| \| 14,5 \| Somborn \| Somborn \| \| \| \| Hasselbach \| \| \| \| 16,2 \| Gondsroth \| Gondsroth \| \| \| 17,3 \| Neuenhaßlau \| Neuenhaßlau \| \| \| \| \| \| \| \| \| Viadukt über die Kinzigtalbahn \| \| \| \| 20,0 \| Langenselbold Kreisbahnhof \| Langenselbold Kreisbahnhof \| \| \| \| \| \| \| \| \| Langenselbold Staatsbahnhof \| \| |                         |                                           |                                           |
| Strecke (außer Betrieb) |                         | Anschluss von Staatsbahn und Spessartbahn | Anschluss von Staatsbahn und Spessartbahn |
| Bahnhof (Strecke außer Betrieb) | 0,0                     | Gelnhausen Kreisbahnhof                   | Gelnhausen Kreisbahnhof                   |
| Bahnhof (Strecke außer Betrieb) | 2,6                     | Hailer                                    | Hailer                                    |
| Bahnhof (Strecke außer Betrieb) | 3,8                     | Meerholz Kreisbahnhof                     | Meerholz Kreisbahnhof                     |
| Bahnhof (Strecke außer Betrieb) | 6,0                     | Niedermittlau Kreisbahnhof                | Niedermittlau Kreisbahnhof                |
| Bahnhof (Strecke außer Betrieb) | 7,4                     | Bernbach                                  | Bernbach                                  |
| Bahnhof (Strecke außer Betrieb) | 8,5                     | Altenmittlau                              | Altenmittlau                              |
| Bahnhof (Strecke außer Betrieb) | 10,0                    | Horbach                                   | Horbach                                   |
| Brücke über Wasserlauf (Strecke außer Betrieb) |                         | Birkigsbach                               | Birkigsbach                               |
| Bahnhof (Strecke außer Betrieb) | 11,9                    | Neuses                                    | Neuses                                    |
| Bahnhof (Strecke außer Betrieb) | 14,5                    | Somborn                                   | Somborn                                   |
| Brücke über Wasserlauf (Strecke außer Betrieb) |                         | Hasselbach                                | Hasselbach                                |
| Bahnhof (Strecke außer Betrieb) | 16,2                    | Gondsroth                                 | Gondsroth                                 |
| Bahnhof (Strecke außer Betrieb) | 17,3                    | Neuenhaßlau                               | Neuenhaßlau                               |
| Verschwenkung von links (Strecke außer Betrieb) |                         |                                           |                                           |
| Kreuzung geradeaus oben (Strecke geradeaus außer Betrieb) · Strecke von rechts |                         | Viadukt über die Kinzigtalbahn            | Viadukt über die Kinzigtalbahn            |
| Bahnhof (Strecke außer Betrieb) · Strecke | 20,0                    | Langenselbold Kreisbahnhof                | Langenselbold Kreisbahnhof                |
| Verschwenkung nach links (Strecke außer Betrieb) · Verschwenkung nach rechts |                         |                                           |                                           |
| Bahnhof |                         | Langenselbold Staatsbahnhof               | Langenselbold Staatsbahnhof               |

Die Bahnstrecke Gelnhausen–Langenselbold war zwischen 1904 und 1963 in Betrieb und erschloss das Freigericht in einer großen, u-förmigen Schleife. Erbaut und betrieben wurde sie von der Freigerichter Kleinbahn AG.

## Ausstattung
Die 20 km lange, normalspurige Kleinbahn verband eine Reihe von Gemeinden am Nordrand des Spessarts. Sie war an ihren beiden Endpunkten in Gelnhausen und Langenselbold an die Kinzigtalbahn angebunden. Die Kilometrierung wurde während des Bestehens der Bahn gewechselt: Noch 1926 wurde diese von Langenselbold (0,0 km) nach Gelnhausen (20,0 km) gezählt, zum Zeitpunkt der Betriebsaufgabe jedoch in umgekehrter Richtung.

## Träger
Die Freigerichter Kleinbahn AG wurde am 19. November 1903 in Gelnhausen gegründet. An ihr beteiligten sich der Preußische Staat, der Landkreis Gelnhausen und die Provinz Hessen-Nassau zu je einem Drittel. Die Konzession der Bahn stammte bereits vom 9. Oktober 1903 und lautete auf 99 Jahre. Am 16. Oktober 1904 wurde der Betrieb aufgenommen. Die Betriebsleitung befand sich in Wächtersbach.
1937 wurde die Bahn mit drei weiteren Bahnen, an denen der Kreis Gelnhausen maßgeblich beteiligt war, der Bad Orber Kleinbahn AG, der Spessartbahn AG und der Wächtersbach-Birsteiner Kleinbahn, in einer gemeinsamen Verwaltung zusammengeführt, da alle vier Bahnen große wirtschaftliche Probleme hatten. Er bildete den Eigenbetrieb „Gelnhäuser Kreisbahnen“, der später Teil der Kreiswerke Gelnhausen wurde.

## Verkehr
Die Bahn war von rein lokaler Bedeutung. Nach dem Zweiten Weltkrieg verlor sie gegen den wachsenden Straßenverkehr rasch an Bedeutung. Trotz des starken Berufsverkehrs in das Rhein-Main-Gebiet wurde der Personenverkehr schon am 22. Mai 1955 eingestellt und einem privaten Busunternehmen übertragen. Der Güterverkehr endete am 30. September 1963.